# Ян Казимир Сапега
Ян Казимир Сапега (пол. Jan Kazimierz Sapieha; 1675 — 22 лютого 1730) — військовий діяч, великий гетьман литовський та урядник Речі Посполитої з роду Сапіг.

## Життєпис
Походив з черейсько-ружанської лінії магнатського роду Сапег герба «Лис».
Навчався в єзуїтських колегіумах у Варшаві (1685) і Бранево (до 1692 р.). Подорожував по Голландії, Англії та Франції.
У 1697 р. повернувся у Велике князівство Литовське і в тому ж році був обраний послом на сейм від Берестейського воєводства.
Був старостою бобруйським, з 1707 р. — генеральний староста великопольский. У 1708—1709 роках був великим гетьманом литовським.
Брав діяльну участь у військових діях, які супроводжували боротьбу Августа II зі Станіславом Лещинським, прихильником якого був Ян Казимир. Після Полтавської битви перейшов на бік Августа II, від якого отримав амністію, але потім знову намагався підняти повстання проти Августа II.
У 1720 р. звернувся до А. Мєньшикова (і отримав його згоду) з пропозицією укласти шлюб між своїм сином Петром (25 січня 1701—24 січня 1771) та старшою донькою Меншикова Марією Олександрівною. Сватання було зустрінуте Меншиковим прихильно, бо Сапега обіцяв, у свою чергу, підтримувати домагання Меншикова на герцогську корону Курляндії (знаходилася тоді в ленній залежності від Польщі). У 1721 р. Петро Сапега прибув до Санкт-Петербурга, незабаром зайняв місце при дворі і придбав прихильність імператриці Катерини I. До заручень Ян Сапега прибув до Санкт-Петербурга, і 10 березня 1726 р. імператрицею Катериною I був зведений в звання фельдмаршала та нагороджений орденом Св. Андрія Первозванного.
У списку фельдмаршалів, з моменту заснування цього чину Петром I, Сапєга був сьомим, але на відміну від усіх своїх попередників не мав перед Росією ніяких військових заслуг і жодного дня не служив під її прапорами. Говорили, що Катерина I удостоїла його цього звання за те, що він допоміг відшукати в Литві її родичів.
Згодом його відносини з Меншиковим погіршилися через те, що Сапега не зміг надати жодної підтримки щодо отримання Меншиковим Курляндського дворянства. Катерина I веліла розірвати заручини, вибравши в дружини молодому Сапезі свою племінницю Софію. Весілля відбулося вже після смерті імператриці, 19 листопада 1727 року.
Після падіння Меншикова Сапега перейшов на бік фаворита Петра II І. Долгорукова. У листопаді 1727 р. був призначений гененерал-губернатором Санкт-Петербурзької губернії. Навесні наступного року він залишив службу і повернувся у Річ Посполиту, щоб підтримати партію Сапег, але безрезультатно. Похований в Радліні.

## Особисте життя
Його батьком був конюший великий литовський Франтішек Стефан Сапега, матір'ю — Ганна Кристина з роду Любомирських.
Його син, Петро Павло Сапега, був фаворитом Катерини I, тоді ж батько отримав чин генерал-фельдмаршала.